# Toure' Murry
Toure' Ahmad Khalid-Murry (Houston, Texas, 8 de noviembre de 1989) es un jugador de baloncesto estadounidense que forma parte de la plantilla del Assigeco Piacenza de la Serie A2 italiana. Con 1,96 metros de estatura, juega en las posiciones de base y escolta.

## Trayectoria deportiva

### Universidad
Jugó durante cuatro temporadas con los Shockers de la Universidad Estatal de Wichita, en las que promedió 11,1 puntos, 4,5 rebotes y 3,1 asistencias por partido. Fue elegido mejor novato de la Missouri Valley Conference en su primera temporada, en el segundo mejor quinteto defensivo en 2011 y en el mejor quinteto defensivo en 2010 y 2012. Ganó el NIT en 2011, derrotando en la final a Alabama, en un partido en el que consiguió 6 puntos y 4 rebotes.

### Profesional
Tras no ser elegido en el Draft de la NBA de 2012, sí lo fue en el de la NBA D-League, en el puesto 15 por los Austin Toros, pero fue traspasado tres días después a los Rio Grande Valley Vipers, donde jugó una temporada, promediando 8,3 puntos y 2,8 asistencias por partido, proclamándose campeón de liga. Fue incluido en el segundo mejor quinteto defensivo de la NBA D-League y en el tercer mejor quinteto de rookies.
En 2013, disputó la NBA Summer League con los New York Knicks, promediando 7,6 puntos, 3,4 rebotes, 2,6 asistencias y 1,2 robos, lo que hizo que finalmente fichara por el equipo neoyorquino. Durante la temporada de 2013-14, Murry fue varias veces asignado a los Erie BayHawks de la Liga de desarrollo de la NBA.
A finales de agosto de 2014, firmó un contrato para jugar con los Utah Jazz.
[actualizar]

## Estadísticas

### Temporada regular
| Año     | Equipo     | PJ | PT | MPP | %TC  | %3P  | %TL   | RPP | APP | ROB | TPP | PPP |
| ------- | ---------- | -- | -- | --- | ---- | ---- | ----- | --- | --- | --- | --- | --- |
| 2013-14 | New York   | 51 | 0  | 7.3 | .434 | .417 | .590  | .9  | 1.0 | .4  | .0  | 2.7 |
| 2014-15 | Utah       | 1  | 0  | 1.0 | .000 | .000 | .000  | .0  | .0  | .0  | .0  | .0  |
| 2014-15 | Washington | 4  | 0  | 4.3 | .500 | .000 | 1.000 | .3  | .3  | .3  | .0  | 1.5 |
| Total   | Total      | 56 | 0  | 7.0 | .433 | .417 | .610  | .8  | .9  | .4  | .0  | 2.6 |